# Sæbecirkulæret
Sæbecirkulæret var et dansk cirkulære der foreskrev at arbejdsformidlingen skulle indberette arbejdsløse der skønnedes reelt ikke at stå til rådighed for arbejdsmarkedet, fordi de mødte op usoignerede eller berusede.
Cirkulæret blev indført i oktober 1996 og hed egentlig "gråzonevejledningen".